# Reazione di Swarts
La reazione di Swarts è una reazione di fluorurazione che permette di ottenere idrocarburi fluorurati (in genere alifatici) a partire dai corrispondenti composti clorurati o bromurati, tramite l'utilizzo di una miscela di cloro e trifluoruro di antimonio (miscela nota come reagente di Swarts). La reazione prende il nome dal chimico belga Frédéric Swarts, che la descrisse nel 1892.
La reazione di Swarts è stata usata estesamente in passato per la sintesi di freon. Ad esempio trattando CCl4 con una miscela SbF3/Cl2 si può ottenere CCl3F (Freon-11) e CCl2F2 (Freon-12). La reazione di Swarts è in genere utilizzata per la sintesi di composti organici fluorurati, ma sono stati fatti esperimenti anche sui silani.
Per estensione, con il termine reazione di Swarts si intendono anche reazioni di fluorurazione di idrocarburi alogenati condotte tramite altri agenti fluoruranti, come ad esempio ZnF2, SnF4 e Hg2F2.